# Чемехуеви
Чемехуеви (на английски: Chemehuevi) е най-южното племе на Южните паюти, официално признато от Федералното правителство на САЩ. Повечето от шестстотинте членове на племето живеят в резервата Чемехуеви Вали в окръг Сан Бернардино Калифорния. Техни потомци също живеят и сред племената кахила и мохаве. Резерватът Чемехуеви е създаден през 1907 година и е с площ от 124,05 km2.

## Местообитание
По-рано чемехуеви живеят в пустинята Мохаве, но в края на ХІХ век и началото на ХХ се местят на река Колорадо в долината Чемехуеви, на земи, принадлежащи преди на племето марикопа. Тук чемехуеви се развиват културно и икономически и започват да мислят за себе си като за самостоятелна политическа единица.

## Култура
Преди да се премести на юг, племето живее в пустинята. Пустинният климат и ограничените ресурси не позволяват да се развие някаква политическа и социална организация. Живеят разделени на отделни семейни единици, които са водени от най-възрастния мъж. Традиционните жилища са малки временни колиби от клони или сухи кактуси, покрити с треви. Всяко семейство скита из даден район и се грижи само̀ за прехраната си. Основните храни са пустинни растения, ядки, семена, дребен дивеч, гущери, змии и насекоми. След преместването им на река Колорадо, близо до племето мохаве, ловът и събирането на пустинни храни са частично заменени от земеделие. Започват да отглеждат царевица, тикви, пъпеши, салати, пшеница и други култури. Рибата и земноводните също стават част от диетата им. От мохаве, с които живеят в доста добри съседски отношения, възприемат доста елементи от тяхната култура като типа жилища (по-големи и устойчиви), някои песни и митологични събития и специфични неща, свързани с войната. По-уседналият начин на живот довежда до развитието и на по-централизирана политическа организация. Племенните подразделения, от които само имената на 7 са известни, стават по-организирани и вече водени от вожд с малки правомощия.

## Подразделения
- Хокуаиц (хоуаиц) – в долината Иванпа
- Кауяичит – неизвестно местоположение
- Мокуац – в планината Кингстън
- Мовиац – в Котънууд Айлънд
- Шивауац (шивауач) – в долината Чемехуеви
- Тумписагаватсиц (тимпашаваготсиц) – в планината Провидънс
- Ягац – в Афнаргоза

## Име
Името „чемехуеви“ има множество тълкувания. Смята се, че това е термин от езика мохаве, който означава „тези, които си играят с рибата“, или е дума от езика кечан. Самите чемехуеви се наричат „нюуюую-хора“ или „тантауац-южни мъже“..

## История
След преместването им при мохаве, чемехуеви разширяват територията си от река Колорадо до планините Техачапи и от околностите на Лас Вегас и Долината на смъртта до планините Сан Бернардино и Сан Габриел. Посрещнати са добре от мохаве, но през 1865 година двете племена започват война. Чемехуеви са победени и отстъпват в пустинята. Две години по-късно повечето се завръщат и възобновяват живота си на река Колорадо. До началото на ХХ век повечето са преместени в резервата Колорадо Ривър. Някои обаче остават в долината Чемехуеви и през 1907 година получават резерват. Други отиват да живеят при племената серано и кахила.

## Съвременна история
Племето има около 600 членове, повечето от които живеят в резервата Чемехуеви. Хората продължават да се занимават основно със земеделие. Туризмът също осигурява голяма част от доходите и предоставя заетост на населението. От изкуствата добре развити са традиционното кошничарство и грънчарството, възприето от мохаве.